# Triglif

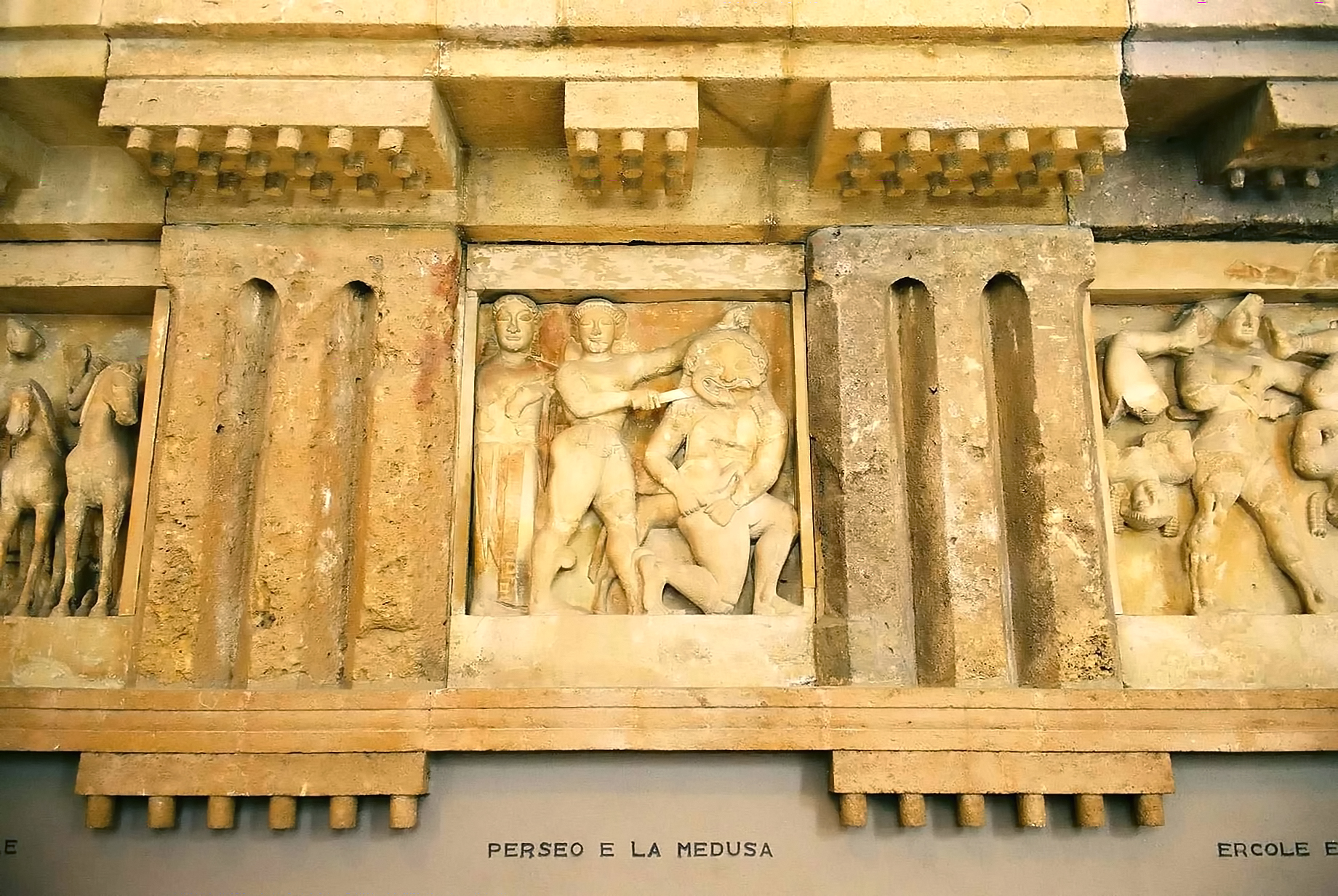
Triglifek és metopék

A triglif, triglüphosz a dór oszloprendben az oszlopsor fölötti párkány frízének metopéit elválasztó, azok síkjából kiemelkedő díszítő elem. Szélessége egy modul, magassága a fríz méretének megfelelően másfél modul. A triglif felületét a közepén két egész, a szélein egy-egy fél függőleges bemetszés tagolja.
A tudomány sokáig úgy vélte, a dór párkány frízében a faépítészet szerkezeti hagyományának továbbéléseként a triglifek a födémgerendák végeit stilizálják. Ennek ellentmond az a tény, hogy az oszlopsor menti folyosót áthidaló sztrótér-gerendák a fríz fölött támaszkodtak fel.
A triglifek elhelyezkedése szorosan kapcsolódik az oszlopokéhoz. Egy-egy triglif eredetileg felváltva az oszlopköz felére illetve az oszlop tengelyvonalába került, a négyzetes metopékat beszámítva így kijön a szomszédos oszlopok tengelyeinek öt modul távolsága. A sarokoszlopokhoz tartozó triglifek esete kivételes, egyenlő oszlopkiosztás esetén a fríznek triglif helyett csonka metopéval, semimetopiummal kéne kezdődnie, ezért inkább a sarokoszlopok távolságát csökkentették a többihez képest fél modullal. Ez nem bontja meg az oszlopsor ritmusát, inkább a lezártság, egybetartozás érzetét erősíti.